# Apollophanes bangalores
Apollophanes bangalores là một loài nhện trong họ Philodromidae.
Loài này thuộc chi Apollophanes. Apollophanes bangalores được Benoy Krishna Tikader miêu tả năm 1963.